# Bukowiec (Nowy Tomyśl)

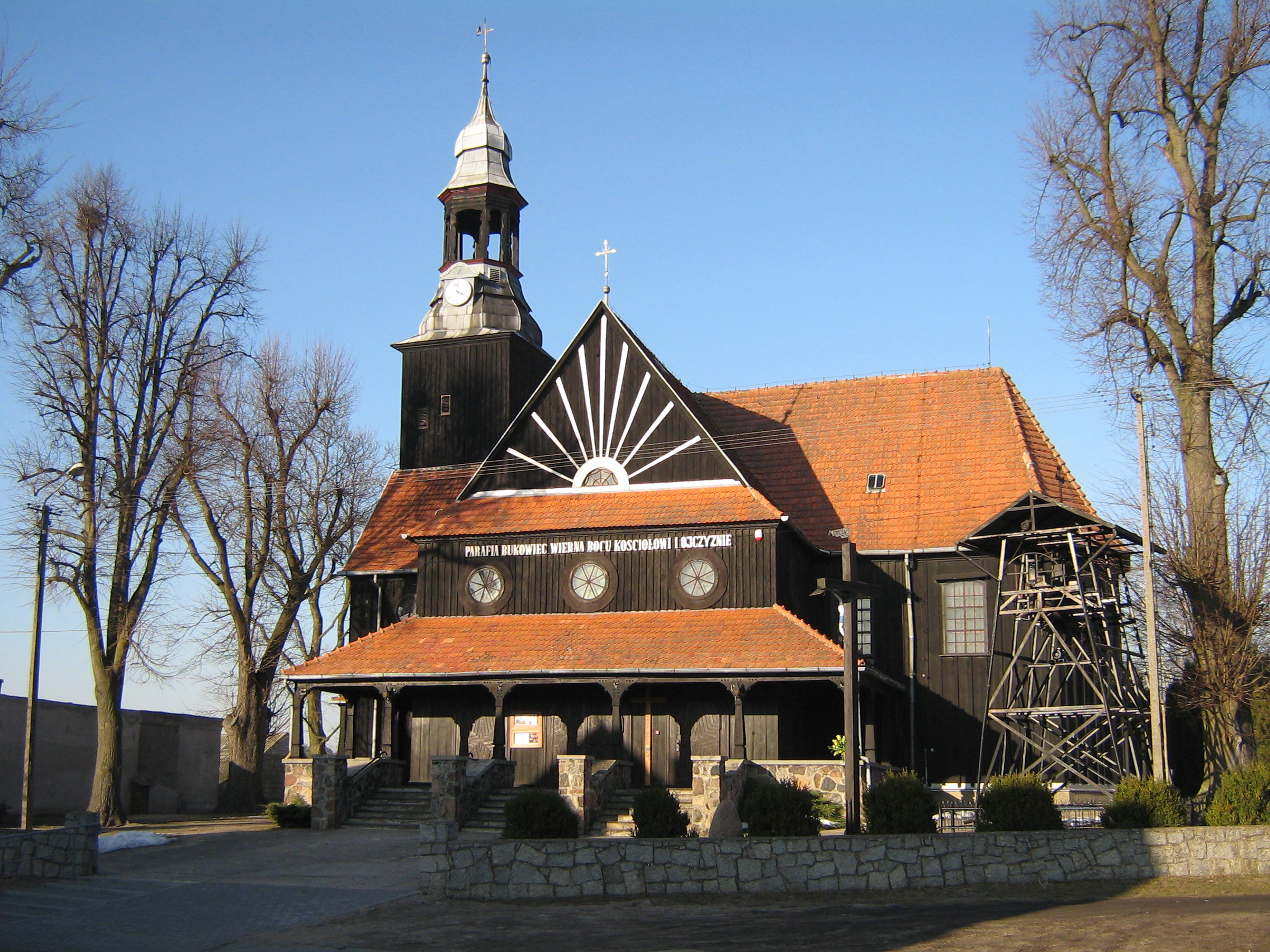
Holzkirche in Bukowiec

Bukowiec ist ein Dorf in der Wojewodschaft Großpolen im Powiat Nowotomyski in der Gmina Nowy Tomyśl. Der Ort liegt 9 km östlich von Nowy Tomyśl, ca. 48 km westlich von Poznań und hat 967 Einwohner.  Sehenswert in Bukowiec ist eine Holzkirche, die unter Denkmalschutz steht.

## Geschichte
Das Dorf wurde im Jahre 1409 das erste Mal schriftlich erwähnt.
Vom 15. bis 18. Jahrhundert gehörte das Landgut der Familie Opaliński. In der 2. Hälfte des 19. Jh. war Franz Heinricha von Beyme aus dem naheliegenden Porażyn sein Besitzer.